# Alopecorhinus
Alopecorhinus — вимерлий рід тероцефалових терапсид. Єдиний вид †Alopecorhinus parvidens має вік 265.0–254.0 Ma і належить пермському періоду ПАР.